# آرتاینته
آرتاینته (درگذشته ۴۷۸ پیش از میلاد) همسر داریوش پسر خشایارشا، ولیعهد هخامنشی، بود.

## زندگی
آرتاینته دختر یک زن ناشناس و ماسیشته، پسر داریوش بزرگ و برادر خشایارشا، بود. پدرش یک سردار در هنگام فتح آتن در زمان خشایارشا در سال ۴۸۰ پیش از میلاد بود.
مطابق گفته‌های هرودوت خشایارشا در زمان لشکرکشی به یونان، تمایل زیادی به همسر ماسیشته پیدا کرد، اما او از این کار خود داری می‌کرد و به خواست او تن نمی‌داد. پادشاه پس از بازگشت به سارد، مقدمات ازدواج پسرش داریوش را با آرتاینته، دختر آن زن و ماسیشته، با تصور این که با این کار می‌تواند راحت‌تر او را بدست آورد، فراهم کرد. او پس از بازگشت به شوش، آرتاینته را برای پسرش داریوش به دربار آورد، اما خودش عاشق او شد و با او همبستر شد.
هنگامی که شهبانو آمستریس، همسر خشایارشا، از این اتفاق باخبر شد، به فکر انتقام افتاد. او به دنبال انتقام از آرتاینته نبود؛ بلکه می‌خواست از مادر او، همسر ماسیشته، انتقام بگیرد، چرا که فکر می‌کرد که او پشت این اتفاق‌هاست. آمستریس در زادروز خشایارشا، نگهبانانش را فرستاد تا همسر ماسیستس را مثله کند و آن‌ها با قطع پستان‌های او، آن‌ها را جلوی سگ‌ها انداختند و بینی، گوش‌ها، لب و زبانش را نیز قطع کردند. ماسیشته با دیدن این موضوع برای آغاز شورش به باکتریا گریخت، اما توسط ارتش خشایارشا رهیابی و همراه با پسرانش کشته شد.